# Canon léger L118
Pour les articles homonymes, voir Canon de 105 mm.
Le canon léger L118 est un obusier tracté en remorque fabriqué en Grande-Bretagne par BAE Systems Platforms & Services.

## Opérateurs
- Australie :
- Espagne : Il a complété ou remplacé le OTO Melara Modèle 56. 56 pièces ont été réceptionnées. Son tracteur d'artillerie est le URO MAT-18.16[1], en passe d'être remplacé par le URO VAMTAC SK95[2].

- États-Unis : 821, désignés comme Howitzer 105 mm M119A2/A3 en 2018, construits sous licence par le Rock Island Arsenal[3], la culasse par le Watervliet Arsenal (en).
- Maroc : 36 dans l'Armée royale
- Royaume-Uni : 126 dans la Royal Artillery.
- Ukraine : Don annoncé du Royaume-Uni à la suite de l'invasion de l'Ukraine par la Russie en 2022. Au moins 36 L119[4] d'origine australienne. Après avoir été retirés du service en Australie, ils ont été vendus à une société britannique puis apparemment achetés par le gouvernement britannique spécialement pour l'armée ukrainienne -.

## Variantes

### L119
La variante L119 a un canon différent (une munition L20 légèrement plus courte avec un mécanisme de mise à feu à percussion) pour tirer les munitions omniprésentes de type US M1 (UK 105 mm How), donnant au canon une portée maximale de 11 400 mètres (12 467 yd),. Chez les services britanniques, le L119 a été utilisé, seulement pour la formation, à la Royal School of Artillery tant que les stocks de 105 mm ont duré, et les derniers L119 britanniques ont été retirés en 2005. Cependant, le L119 est populaire auprès de nombreux clients à l'exportation qui utilisent toujours les munitions M1.

### M119
Le L119 a été modifié et produit sous licence pour l'armée américaine. La version la plus récente est le M119A3 lancé en 2013 avec un système de conduite de tir numérique et une unité de navigation inertielle assistée par GPS utilisant un logiciel dérivé du M777A2.

## Galerie d'images

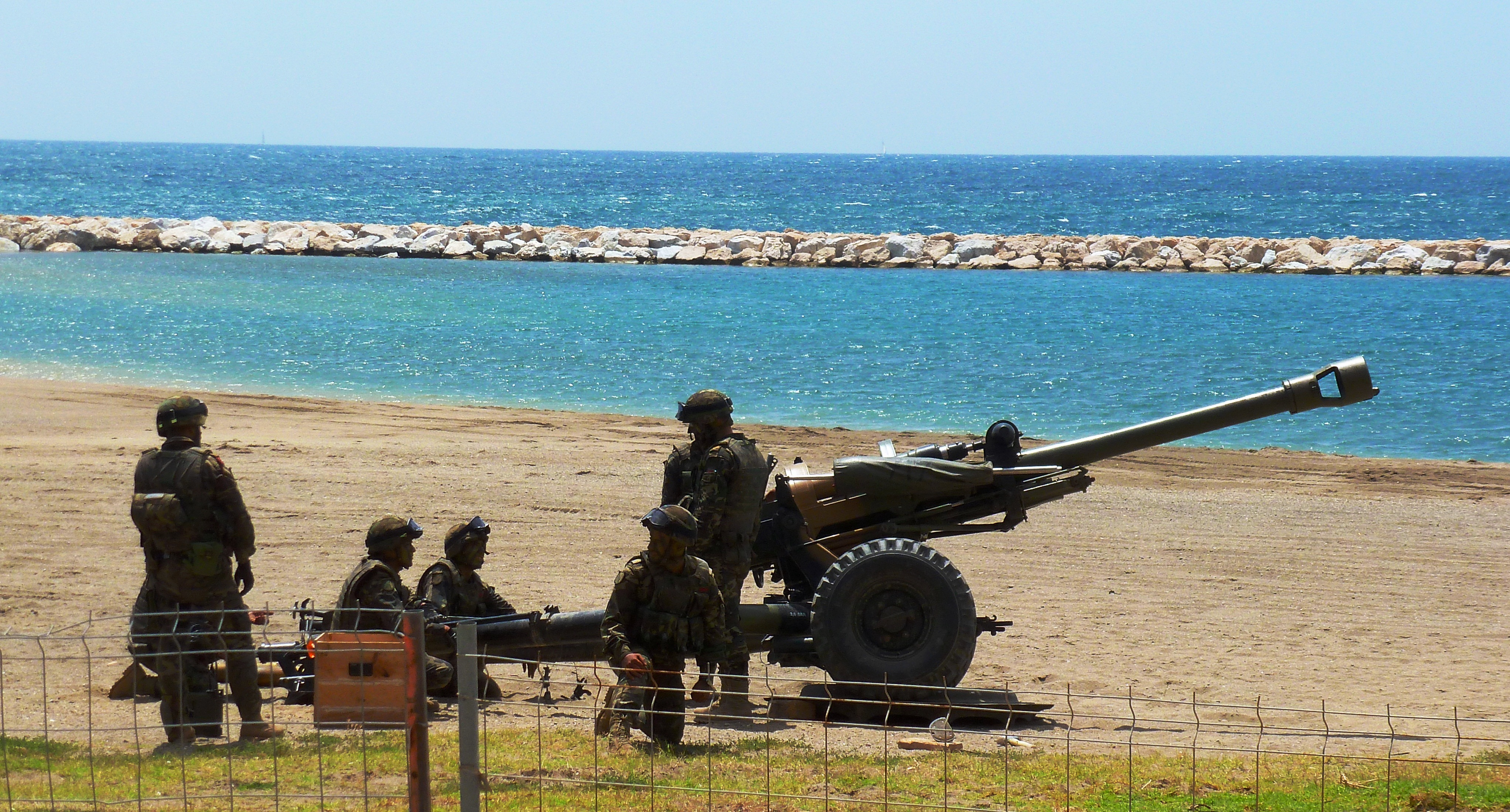
Obusier de la légion espagnole a Malaga en 2011.
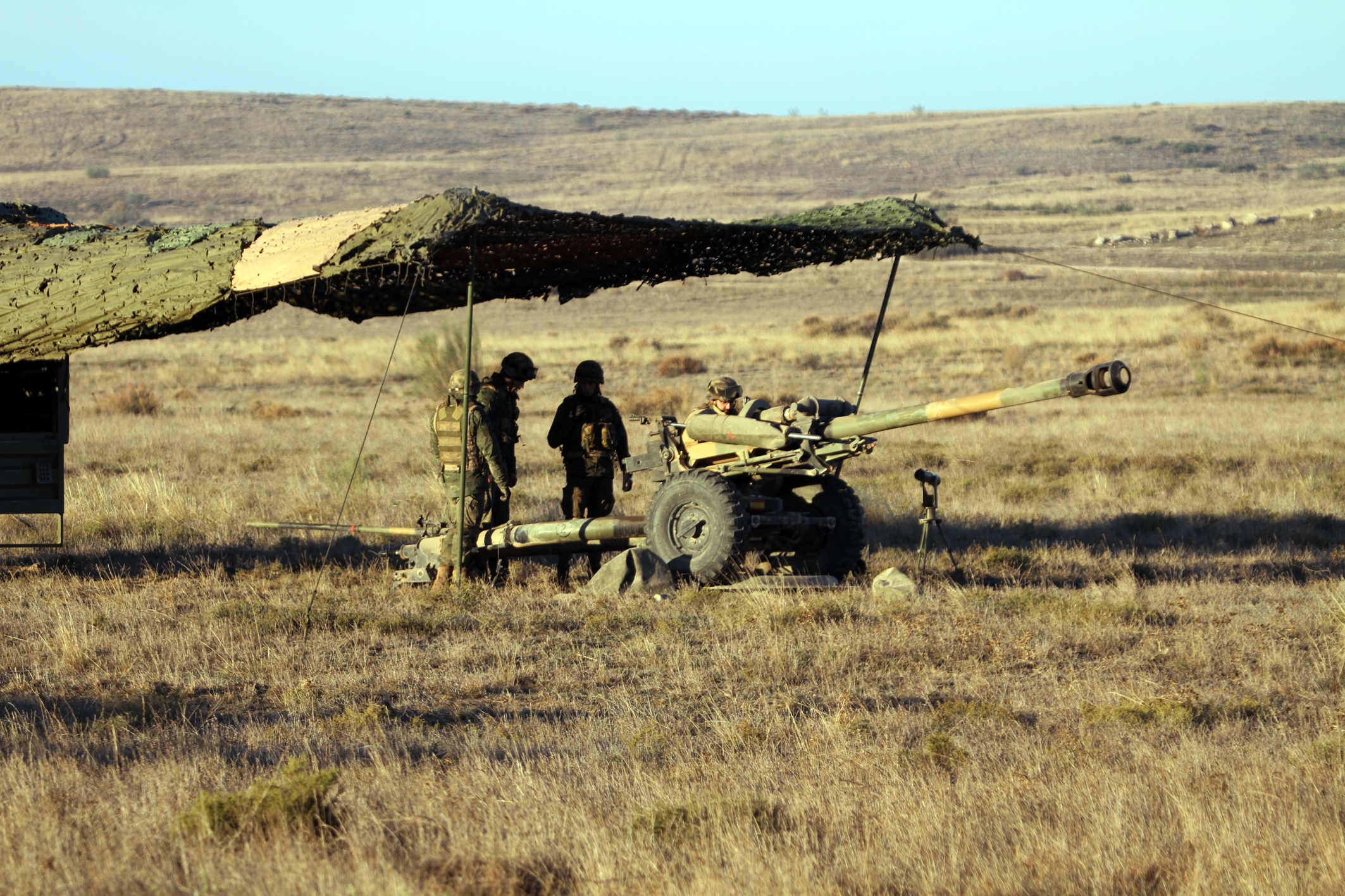
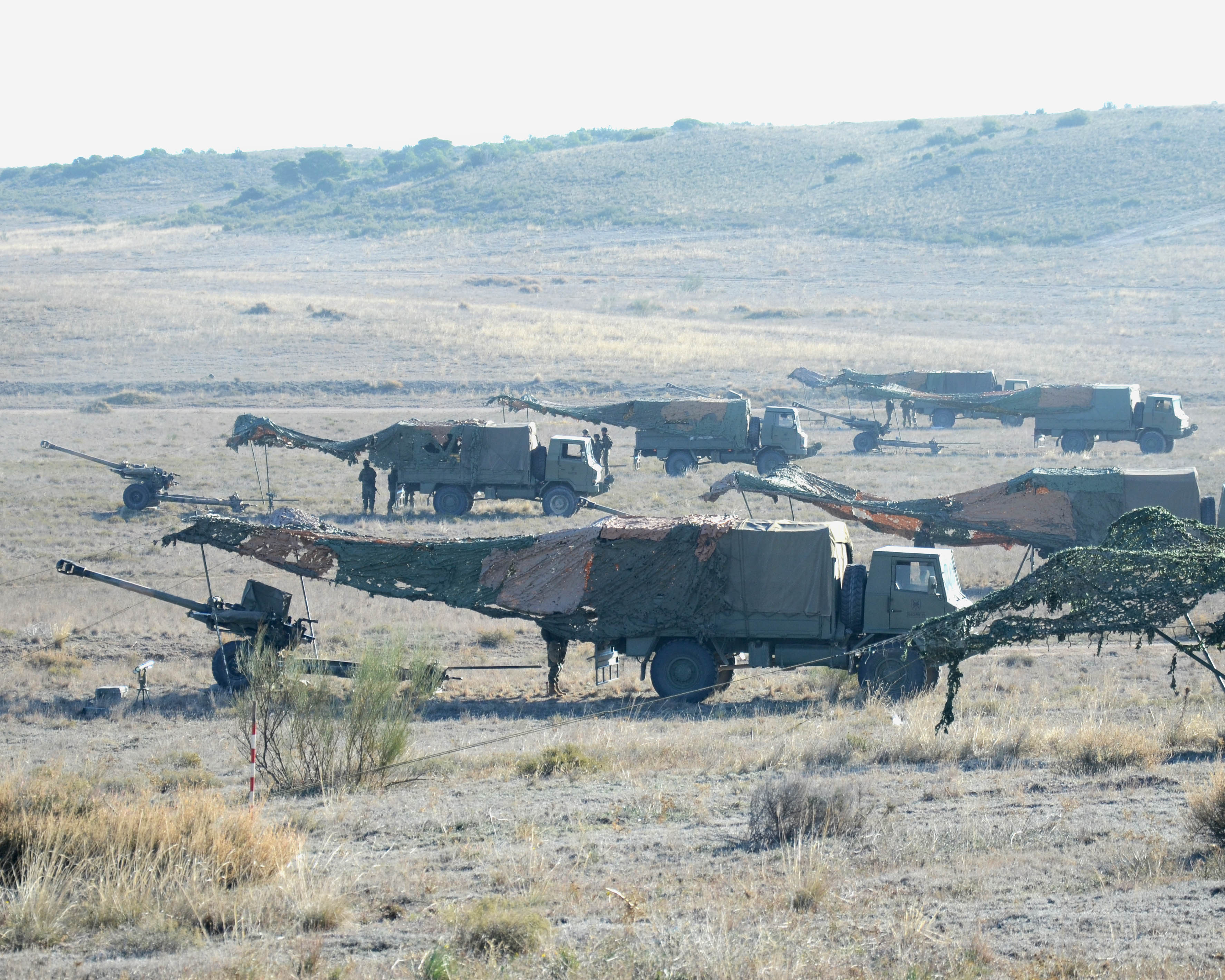
Avec son tracteur d'artillerie le URO MAT-149.